# Stade Général Eyadema
El Stade Général Eyadema es un estadio multiusos utilizado principalmente para el fútbol ubicado en Lomé, capital de Togo.

## Historia
El estadio fue construido en 1968 y al inicio era para 20000 espectadores, la cual se redujo con los años a 15000 y cuenta con una pista de atletismo.
Fue la sede del Lome I de 1971 a 1974, año de su desaparición, y también fue sede para la selección nacional de fútbol durante los procesos eliminatorios en los años 1970. Actualmente es la sede del Togo Telecom FC.